# Scatterbrain
Scatterbrain (englisch für „Schussel“) war eine US-amerikanische Crossover-Band aus Long Island, New York, die 1989 aus der Band Ludichrist hervorging, sich etwa 1994 auflöste und 2007 für ein paar Auftritte wieder erweckt wurde.

## Geschichte
Der Kern der Band Ludichrist, bestehend aus den beiden Gitarristen Paul Nieder und Glen Cummings sowie dem Sänger Tommy Franco, der sich den Namen Tommy Christ zugelegt hatte, traf Ende November 1988 die Entscheidung, angesichts stilistisch beschränkter Möglichkeiten und dadurch entstandener Langeweile nicht einfach einen musikalischen Wandel zu vollziehen, sondern gleich eine neue Band ins Leben zu rufen. Dem Entschluss vorausgegangen sollen unabhängig voneinander geschaltete Kleinanzeigen gewesen sein, auf die sie sich gegenseitig geantwortet hätten. Durch die Hinzunahme von Nieders altem Musiker-Kollegen Guy Brogna – zusammen hatten sie drei Jahre klassische Musik studiert – am Bass und Schlagzeuger Mike Boyko, wie alle anderen aus New York City, stand die die Besetzung Anfang 1989 fest.
Im März 1990 erschien über Relativity Records/In-Effect Records das Debütalbum Here Comes Trouble. Hauptproduzent war Paul Nieder persönlich. Darauf sind auch Backing Vocals von John Connelly (Nuclear Assault) zu hören. Die Schallplattenhülle gestaltete Robert Williams, bekannt durch das Appetite-for-Destruction-Cover (Guns n’ Roses). In Deutschland wurde das Album erst im November 1990 von CBS veröffentlicht, bis dahin war es lediglich als Import erhältlich. Zu diesem Zeitpunkt hatte es in den USA schon Platz 138 der Billboard Charts erreicht. Es folgten Auftritte in den USA, in Frankreich (ein Festival), Belgien und den Niederlanden sowie eine Tour durch Australien, die 25 Auftritte umfasste. Die dort ausgekoppelte Single Don't Call Me Dude arbeitete sich stetig in den Charts bis auf Platz 14 hinauf und bekam eine Goldauszeichnung. Der Videoclip zu diesem Lied wurde unter anderem auch auf Headbangers Ball auf MTV gespielt. Vom Album wurden im Heimatland über 150.000 und weltweit 200.000 Einheiten abgesetzt.
Unglücklich mit dem New Yorker Indie-Label und seinem Major-Vertrieb wechselte die Band zu Elektra/Warner Music, die bereits am ersten Album Interesse gezeigt hatten. Der LP-Titel Scamboogery (englisch für „Verlade“) war schon vorgesehen, als man zufällig ein Radio-Interview mit Boxlegende Joe Frazier hörte, in dem er dasselbe Wort benutzte. Man rief ihn an, und fragte, ob er den Titel mit einsingen wolle. Im Juni 1991 wurde es in die Tat umgesetzt. Er war nicht ganz unbeleckt, denn Anfang der 1970er Jahre hatte er sich bereits als Disco-Sänger versucht. Ein anderes Lied, Tastes Just Like Chicken, in dem die Austauschbarkeit von Produkten, insbesondere des monotonen Radioprogramms, hochgenommen wird, sollte The Choice of the Pepsi Generation oder Dark Side of the Pepsi Generation heißen. Die Produktnennung hätte aber eine Millionen-Klage zur Folge gehabt, weswegen die Plattenfirma eine Umbenennung des Liedes forderte.
Von November 1991 bis März 1992 war Scatterbrain in den USA als Headliner unterwegs. Ohne eine Pause einzulegen, setzte man dann das Touren in Europa fort, wo man sich vereinzelt in die Ramones- beziehungsweise die Red-Hot-Chili-Peppers-Tour einklinken konnte. Währenddessen startete in den USA die Kinokomödie Encino Man, die in Deutschland unter dem Titel Steinzeit Junior lief. Auf dem Soundtrack ist die Band mit dem Lied Mama Said Knock You Out zu hören. Zurück in den Staaten, wurde die Gesamttourdauer auf ein knappes Jahr geschraubt. Es folgten acht Monate intensiven Songwritings. Inzwischen hatte sich bei Elektra personell eine Menge getan, was bedeutete, dass keiner der seinerzeitigen Scatterbrain-Unterstützer mehr dort arbeitete und die neuen Verantwortlichen sämtliche Lieder zurückwiesen. Die Reaktion der brüskierten Band war die umgehende Beendigung des somit kurzen Major-Label-Experimentes. Dieser Schritt führte innerhalb der Band zu Spannungen und schließlich zum Ausstieg von Gitarrist Cummings, der sich in Nashville vom Ärger ablenken wollte und dort verblieb.
Als Quartett fand man in Pavement Music ein neues Label. Aufgrund eines Motorradunfalls von Nieder, der infolgedessen zwei Monate lang einen Gips tragen musste, waren nur wenige Lieder fertiggestellt. Dem als Wiedereinstieg gedachten Mini-Album Mundus Intellectualis sollte Anfang 1995 ein Album in voller Spiellänge folgen. Da es nicht zustande kam, wurde es zum Abgesang eines verheißungsvoll mit Presse-Huldigungen gestarteten Projektes.
Nieder betrachtete Ludichrist als Lernphase, in der man sich mit dem Alltag als Musiker (vor dem Vollprofitum allerdings nebenher noch mit Tages-Jobs zum Überleben ausgestattet) und den Gepflogenheiten des Musikgeschäfts vertraut gemacht habe. Doch auch mit Scatterbrain erlebte er unschöne Facetten des Berufes, die ihn mehr als ein Jahrzehnt vom Weitermachen abhielten. Erst im Jahr 2007 fand die Band noch einmal zusammen und spielte Konzerte in New York; am 23. Februar ein Konzert zusammen mit No Redeeming Social Value, Subzero und Norman Bates and the Showerheads im B.B. King und am 28. April im The Chance.

## Stil
Scatterbrain hat eine eigene unverkennbare Klangart geschaffen, indem die seinerzeit gängige Crossover-Praxis, zwei bislang selbstständige Stile zu kombinieren, ausgedehnt wurde. Es wurden Elemente aus Heavy Metal, Thrash Metal, Funk, Punk und Klassik zu einem „homogenen Gebräu“ vermischt. Dazu wurde fast durchgängig wortwitzig und satirisch getextet. Here Comes Trouble enthält zum Beispiel das den Musikzirkus aufs Korn nehmende Cheech-und-Chong-Stück Erache My Eye. Ein anderes handelt von einem notorischen Pechvogel (Here Comes Trouble), wieder ein anderes von einem über Nacht gewachsenen zweiten Kopf (I'm With Stupid). Die Single Don't Call Me Dude handelt von der Rückfallreaktion eines allergisch auf den Zuruf „Dude“ Reagierenden und schwärzesten Humor bietet Drunken Milkman, das von einem sturzbetrunkenen Milchmann auf todbringender Fahrt berichtet. Ein humorvoller oder kritisch-bissiger Text war in der Heavy-Szene ebenfalls nur in Einzelfällen üblich, Scatterbrain erhob dieses Ausdrucksmittel zum Prinzip, schuf „anspruchsvolle, variantenreiche Musik mit Kabarett-reifen Einlagen“ und verdiente sich so das Prädikat „verdammt originell“. Paul Nieder erklärte es unkonventionell: „Wenn Du Dir diese Musik anhörst, die diese [Bugs-Bunny-]Cartoons begleitet, so entspricht sie immer dem Stimmungsbild der Handlung des Films. Sehr leichtfüßig und locker. Unsere Musik kannst Du von der Intension her als ähnlich betrachten: Wir wollen uns austoben, Spaß haben und Musik machen, die lustig und locker ist.“ Sein Kollege Tommy Christ umging die schwierige Beschreibung: „Ich kann unseren Stil nicht einordnen und bin auch stolz darauf“.
Im Einzelnen äußerten sich Musikjournalisten wie folgt:
Laut Matthias Mader in seinem Buch New York City Hardcore Volume 2 The Sound of the Big Apple spielte die Band auf Here Comes Trouble eine Mischung aus Metal, Hardcore Punk und Funk. Das Album enthielt unter anderem auch eine Instrumentalversion von der Klaviersonate Nr. 3 von Wolfgang Amadeus Mozart, die laut Mader auch von Joe Satriani gelobt wurde. Auf dem Album gebe es eine große Anzahl „humoristischer Riffzitate von LED ZEPPELIN, METALLICA, AEROSMITH und VAN HALEN“. Mader zog klangliche Vergleiche zu Lights … Camera … Revolution! von Suicidal Tendencies und The Best of Times von Murphy’s Law. Laut Mader habe Andre Campbell in einer Review zum Album die Band zudem mit Gruppen wie Faith No More, 24-7 Spyz und Red Hot Chili Peppers verglichen, wobei die Band guten Hardcore Punk spiele, ohne diese Bands zu kopieren.
Laut Steve Huey von Allmusic gab sich Scatterbrain noch abwechslungsreicher als Ludichrist und weise neben Metal-, auch Rap-, Funk- und Klassik-Einflüsse auf.
Martin Popoff schrieb in seinem Buch The Collector’s Guide of Heavy Metal Volume 3: The Nineties, dass die Band auf Here Comes the Trouble kaum witzig sei und bezeichnete die Musik als „Parodie-Rock“ und ordnete die Musik dem Funk Metal zu. Auch Scamboogery fand er nicht witziger. sodass die Band nur eine laute Version von Weird Al Yankovic sei. Die Raps von Christ seien nutzlos und die Riffabfolge unlogisch.
Laut Martin Groß vom Metal Hammer käme es der Band zugute, dass Bassist Brogna und Gitarrist Nieder die Musikhochschule absolviert hätten, da sie dadurch souverän Ideen umsetzen könnten. Groß beschrieb die Musik der Band als „.von Melodien beherrschter Hardcore, durchsetzt mit üppigen Funk- und seichten Rap-Elementen, wobei ohne effekthascherei die Songs im Mittelpunkt stehen“. Andrea Nieradzik vom Metal Hammer konnte Here Comes Trouble nur schwer einem Genre zuordnen und zog Vergleiche zu Faith No More und Primus. Die Texte seien gelungen humoristisch. Laut Martin Groß vom Metal Hammer setze die Band auf Scamboogery ihren Stil fort und setze auf einen Crossover verschiedener Musikstile gepaart mit humoristischen Texten. Groß zog Vergleiche zu den Werken von
White Trash und den Red Hot Chili Peppers. Laut Markus Kavka vom Metal Hammer habe die Band auf Mundus Intellectualis etwas an Reiz verloren, auch wenn noch alle bisherigen Elemente vorhanden seien.
Markus Müller machte im Rock Hard bei Mundus Intellectualis „spitzfindige Ironie“ aus und erkannte, dass die Texte darauf angelegt seien, „die Leute gleichzeitig zum Lachen und zum Nachdenken zu bewegen“.
Der Humor kam auch bei Carsten Mohn (c.o.r.e.) an, der Scatterbrain dafür einen „Extra-Bonus“ einräumte.
Die MusikWoche beschränkte sich auf die musikalische Einordnung, die „Mischung aus Hardcore, Metal und Funk“ lautete, aber „nicht mehr die allerfrischeste“ sei.

## Diskografie
- 1990: Live from the Basement ZRock Broadcast (Live-Album, Eigenveröffentlichung)
- 1990: Don't Call Me Dude (Single, Virgin Records)
- 1990: Mozart Sonata #3 (EP, In-Effect Records)
- 1990: Here Comes Trouble (Album, In-Effect Records/Relativity Records)
- 1991: Big Fun (Single, Elektra Records)
- 1991: Fine Line (Single, Elektra Records)
- 1991: Scamboogery (Album, Elektra Records)
- 1992: Return of the Dudes Tour (EP, Virgin Records)
- 1994: Beer Muscles (Single, Pavement Music)
- 1994: Mundus Intellectualis (Mini-Album, 1994, Pavement Music)